# J.J. Senekal
J.J. Senekal (Somerset West, 25 januari 1988) is een Zuid-Afrikaans golfprofessional. Hij debuteerde in 2011 op de Sunshine Tour.

## Loopbaan
Voordat Senekal in 2011 een golfprofessional werd, was hij een goede golfamateur maar behaalde geen overwinningen. In begin oktober 2013 behaalde hij op de Sunshine Tour zijn eerste profzege door de Vodacom Origins of Golf Tour op de St. Francis Links Golf Club te winnen. Hij won toen de play-off van Titch Moore.

## Prestaties

### Professional
Sunshine Tour
| Nr. | Datum           | Toernooi                             | Score        | Score | Info                            |
| --- | --------------- | ------------------------------------ | ------------ | ----- | ------------------------------- |
| 1   | 11 oktober 2013 | Vodacom Origins of Golf Tour - Final | 70+70+72=212 | –4    | Won de play-off van Titch Moore |